# Estación Flores (Sarmiento)
Flores es una estación ferroviaria ubicada en el barrio del mismo nombre en la Ciudad de Buenos Aires. Forma parte del Ferrocarril Sarmiento, y posee un alto tráfico debido a que se encuentra en una zona densamente poblada en donde coinciden varias líneas de colectivos y la línea A de subterráneos.

## Historia
El primer edificio, un tinglado de madera con techo de cartón cubierto de brea, estaba ubicado entre las actuales calles Caracas y Gavilán y formó parte de la inauguración del primer tramo del Ferrocarril Oeste, el 29 de agosto de 1857. En 1864 se construyó un edificio más sofisticado en ese mismo lugar, hasta que finalmente en 1885 se construyó el imponente edificio que sobrevive hasta la actualidad, entre las calles Artigas y Condarco.
A finales de la década del 50 los dos andenes de la estación fueron elevados para recibir a los nuevos trenes eléctricos.
El 13 de septiembre del 2011 se produjo el accidente ferroviario de Flores de 2011 cuando una formación del ferrocarril embistió a un colectivo que había cruzado la barrera de Artigas estando estaba en 45° por la parte de la trompa, descarrilando e impactando contra otra formación que venía en sentido contrario, el accidente se cobró la vida de 11 personas (todas del colectivo) y dejó 228 heridos.
En 2013 se inauguró la estación San José de Flores de la Línea A del subte porteño sobre Avenida Rivadavia, a escasos metros de la estación, aumentando su tráfico.

## Servicios
Forma parte de la Línea Sarmiento en su ramal que une las estaciones Once y Moreno.

## Ubicación
Se encuentra ubicada en el centro-oeste de la ciudad, dentro del barrio de Flores; a la altura de la Plaza General Pueyrredón y la Avenida Rivadavia al 7.000. 

## Características
Es una estación de doble andén y doble vía. Posee dos accesos a los pasajeros, uno a través del paso a nivel de la calle Gral. José G. Artigas, y otro a través de la calle Condarco sólo hacia el andén norte.

## Imágenes

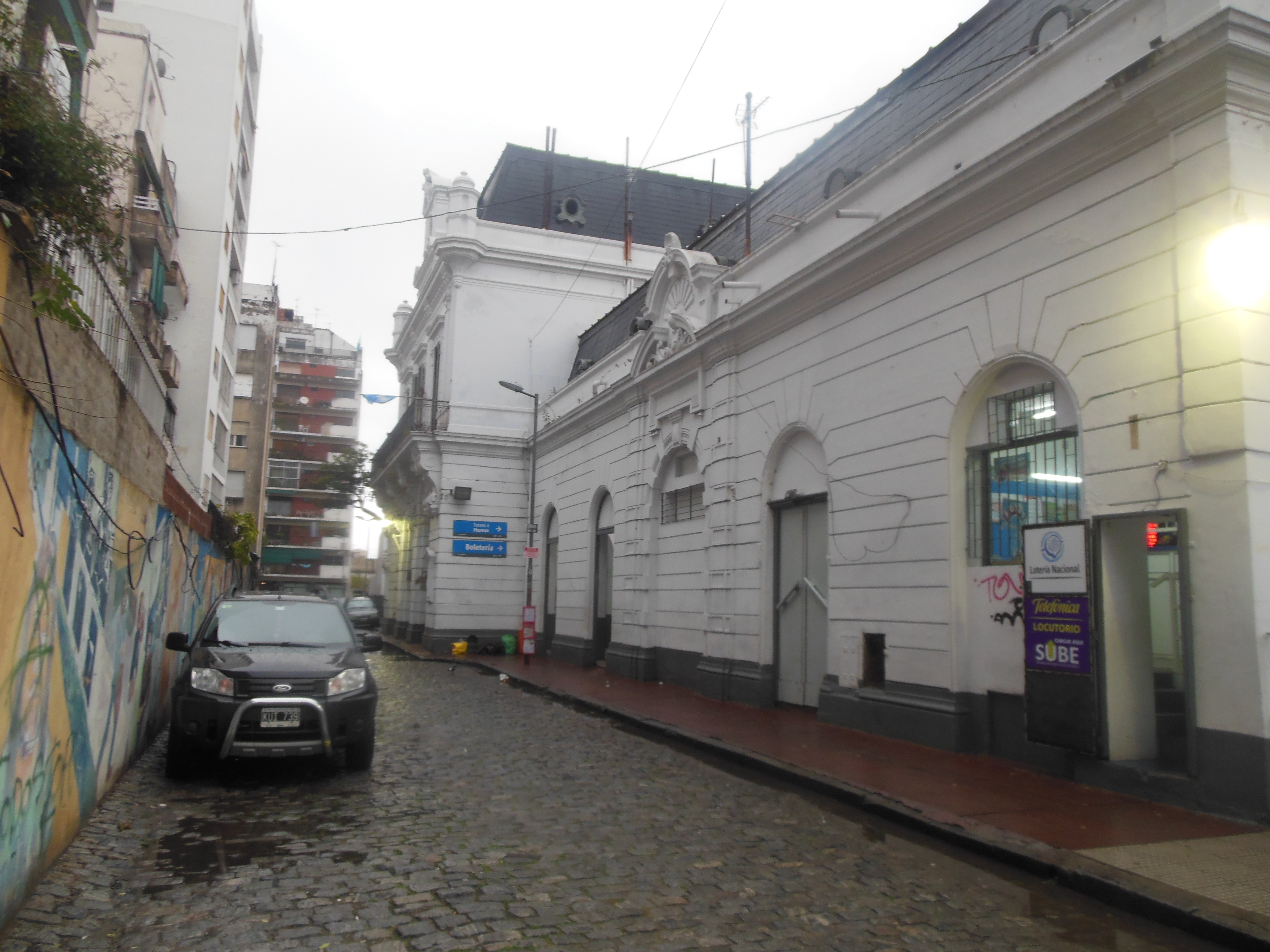
Vista general
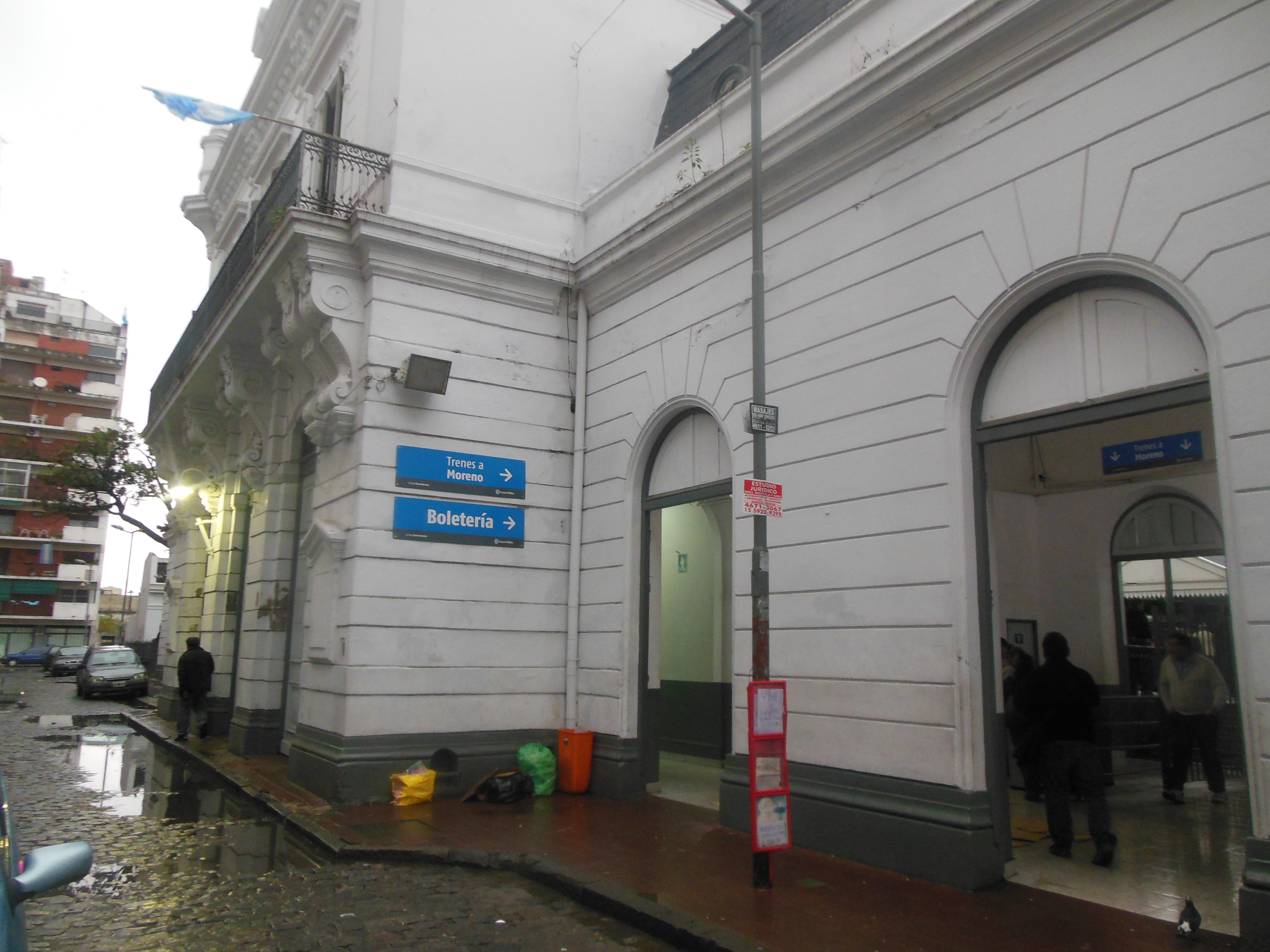
Acceso a boletería
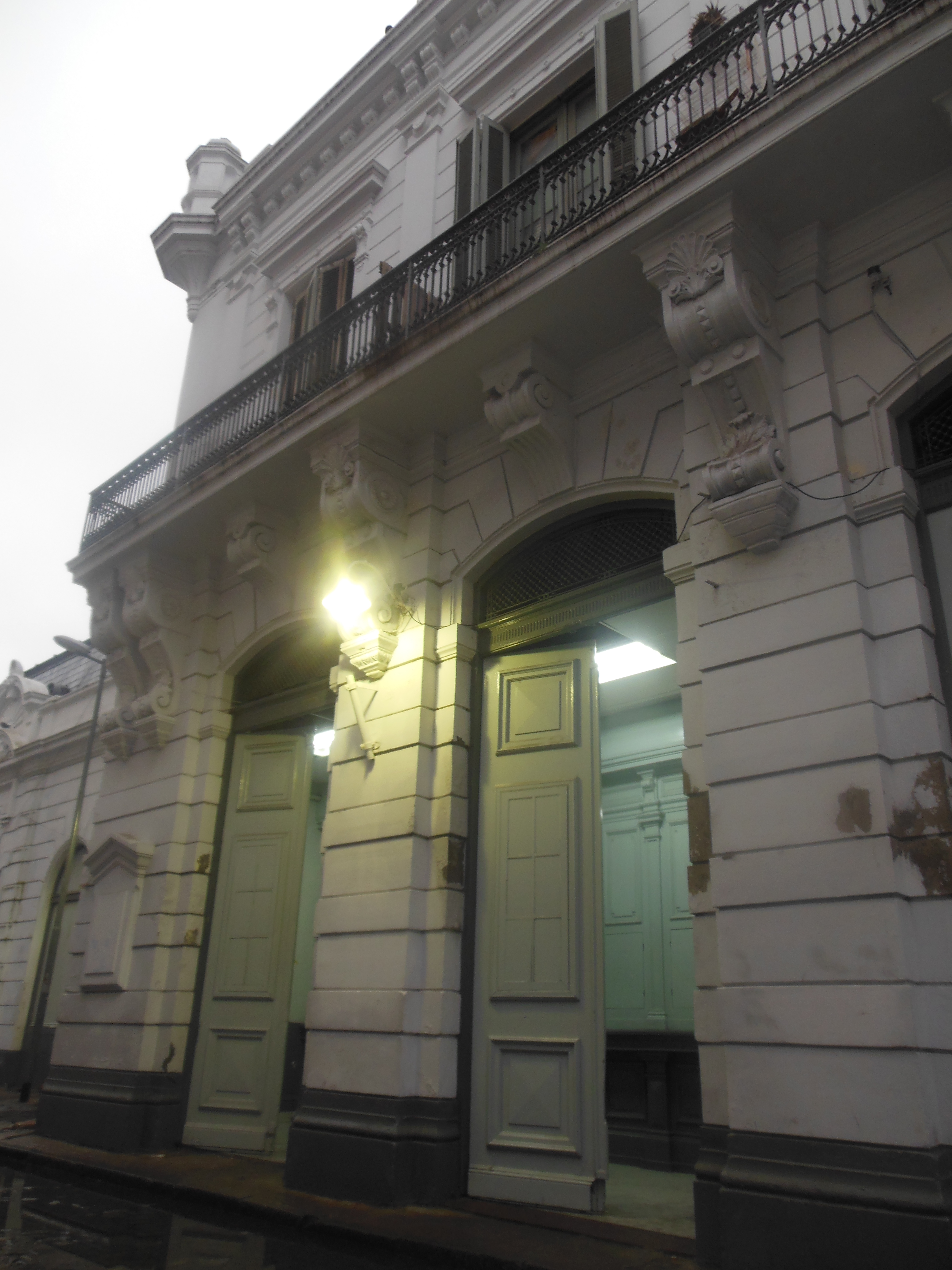
Fachada
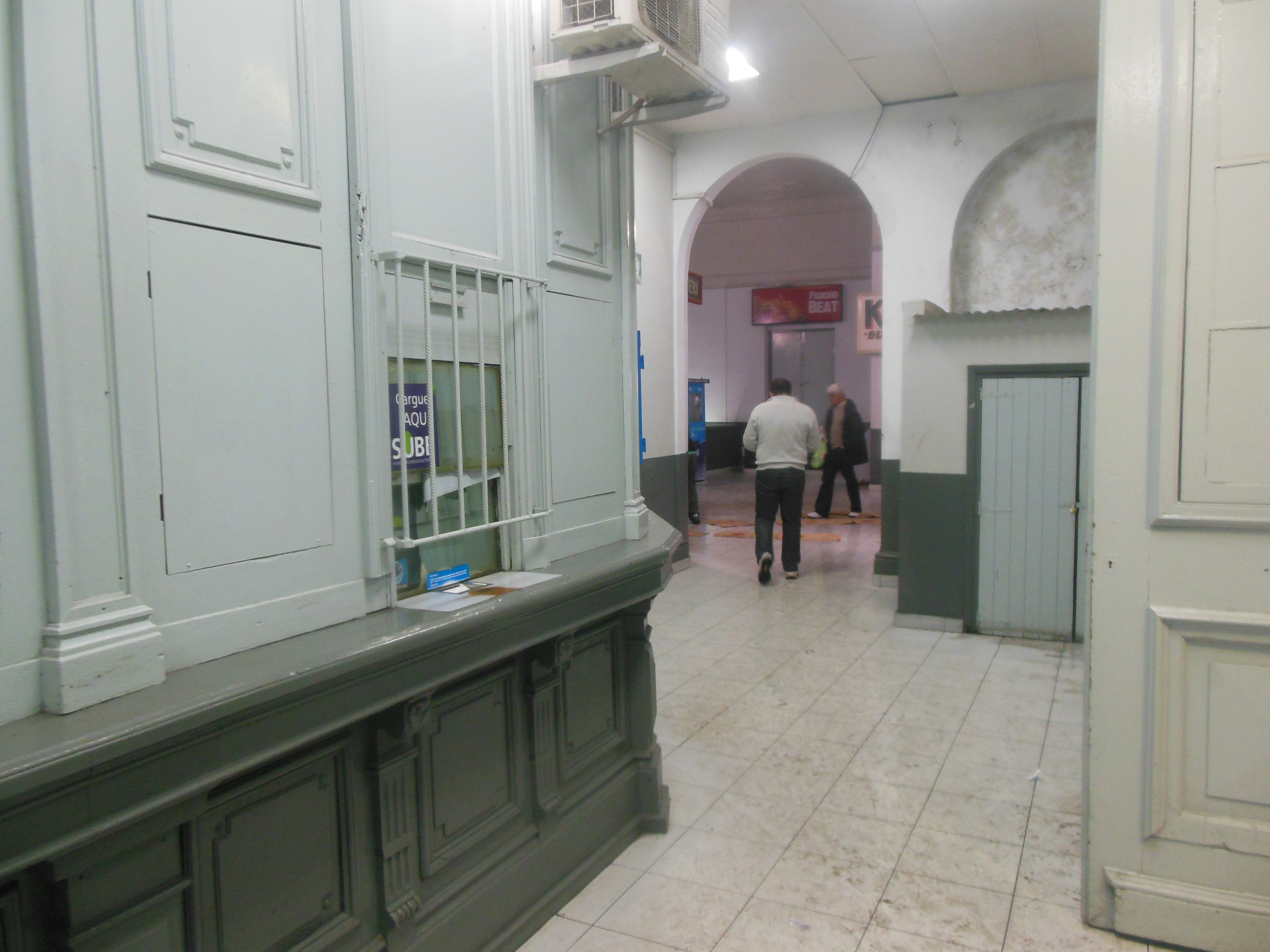
Boletería
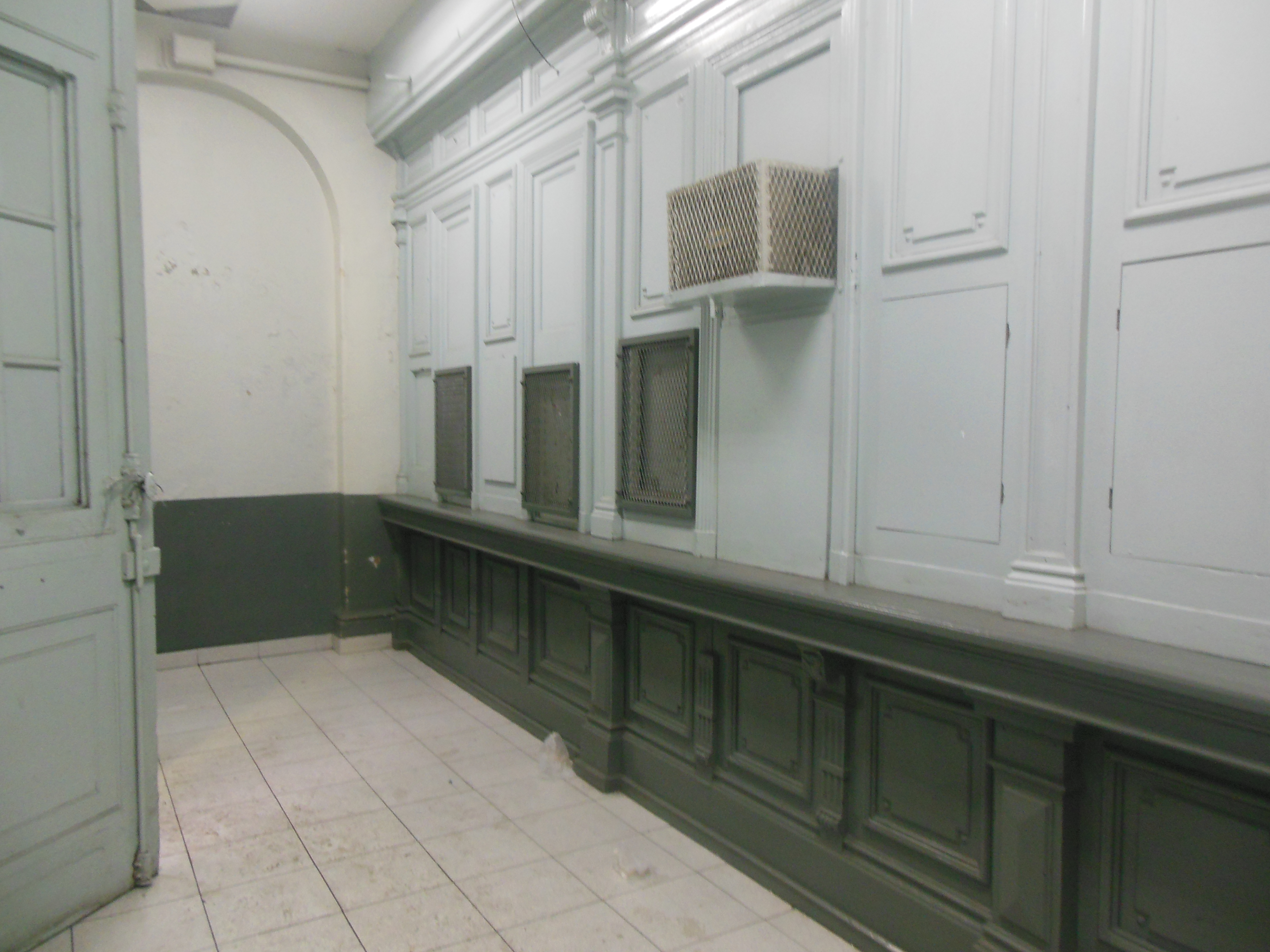
Boleterías sin uso